# HOPE – Mphatlalatsane
HOPE – Mphatlalatsane (HOPE) est un parti politique du Lesotho fondé en 2020 issue d'une scission du Congrès réformé du Lesotho (en) (RCL). Il est fondé par l'ancienne secrétaire principale du ministre de l'Intérieur, Machabana Lemphane Letsie et est enregistré par la Commission indépendante électorale du Lesotho en octobre 2021.

## Résultats électoraux

### Élections législatives
| Année | Voix  | %    | Sièges  | Rang |
| ----- | ----- | ---- | ------- | ---- |
| 2022  | 3 713 | 0,72 | 1 / 120 | 12e  |